# Tikaré (département)
Pour le village, voir Tikaré.
Tikaré est un département du Burkina Faso située dans la province du Bam de la région Centre-Nord. Lors du dernier recensement général de la population datant de 2006, le département comptait 35 691 habitants.

## Géographie

### Villes et localités
Le département se compose de la commune chef-lieu (populations actualisées en 2006) :
- Tikaré (5 878 habitants)

et 35 autres localités :
- Ansouri (377 habitants)
- Baribsi (741 habitants)
- Boubou (1 652 habitants)
- Dafiré (1 331 habitants)
- Dargouma (941 habitants)
- Gasongo (837 habitants)
- Gonga (853 habitants)
- Hamdalayé (398 habitants)
- Horé (2 361 habitants)
- Ipala (479 habitants)
- Kamtenga (878 habitants)
- Kilou (1 099 habitants)
- Koulniéré (1 473 habitants)
- Manegtaba-Foulbé (271 habitants)
- Manegtaba-Mossi (2 417 habitants)
- Napalgué (862 habitants)
- Ouampèga (490 habitants)
- Oui (968 habitants)
- Ritimyinga (850 habitants)
- Sancé (1 159 habitants)
- Sarkounga (929 habitants)
- Songodin (190 habitants)
- Soukoundougou (917 habitants)
- Tamiga (227 habitants)
- Tampèlga (338 habitants)
- Tanhoka (374 habitants)
- Téonsgo (252 habitants)
- Tirbou (568 habitants)
- Touga (747 habitants)
- Vato-Foulbé (196 habitants)
- Vato-Mossi (1 906 habitants)
- Yelkoto (492 habitants)
- Yoba (751 habitants)
- Zamsé (748 habitants)
- Zano (741 habitants)

## Administration
| Période                                  | Période  | Identité | Étiquette | Qualité |
| ---------------------------------------- | -------- | -------- | --------- | ------- |
|                                          | en cours |          |           |         |
| Les données manquantes sont à compléter. |          |          |           |         |

## Économie
La plupart de l'économie est dominée en grande partie part l'agriculture , puis vient l'élevage et enfin de l'artisanat. L'agriculture est pratiquée pour la consommation familiale, c'est une agriculture de subsistance. L'élevage est pratiquée pour des besoins économique; en cas de cours dur (tel que soigné un malade ou une mauvaise récolte) les villageois vendent quelques bêtes et volailles. L'artisanat est surtout pratiquée par la castre des forgerons.

## Santé et éducation
Le département accueille cinq centres de santé et de promotion sociale (CSPS) situés à Tikaré, Manegtaba-Mossi, Baribsi, Horé et Vato-Mossi tandis que le centre médical avec antenne chirurgicale (CMA) de la province se trouve à Kongoussi et le centre hospitalier régional (CHR) est à Kaya.

## Culture et patrimoine
La population est composée en grande majorité de Ouédraogo et de Sawadogo qui sont de l'ethnie Mossi. Il y a aussi des éleveurs Peuls. La population pratique à la fois le Catholicisme, l'Islam et l'Animisme. La plupart du temps ils pratiquent les religions monothéistes en même temps que l'Animisme. La région de Tikaré est sous l'autorité du Chef de TIKARÉ  